# Benz (Usedom)
Benz település Németországban, Mecklenburg-Elő-Pomeránia tartományban. Lakosainak száma 1115 fő (2023. december 31.).

## Népesség
A település népességének változása:
| Lakosok száma | 1030 | 1072 | 1117 | 1131 | 1115 |
|               | 2017 | 2019 | 2021 | 2022 | 2023 |